# Malimbe de Ballmann
Malimbus ballmanni
Espèce
Statut de conservation UICN

 NT A2c+3c+4c : Quasi menacé
Le Malimbe de Ballmann (Malimbus ballmanni) est une espèce de passereaux d'Afrique de l'Ouest appartenant à la famille des Ploceidae.